# Nuova Camorra Organizzata

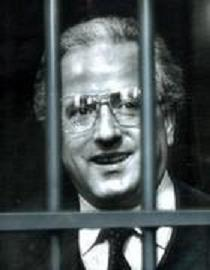
Raffaele Cutolo fondatore e leader della Nuova Camorra Organizzata, durante un processo.

La Nuova Camorra Organizzata (acronimo: NCO) fu un'organizzazione criminale italiana di stampo mafioso, fondata da Raffaele Cutolo.
Creata sul finire degli anni '70, operò in Campania ingrandendosi enormemente nel decennio successivo, coinvolgendo gli altri clan della Camorra in sanguinose guerre. Nonostante la sua breve vita, è considerata una delle mafie italiane più potenti.
Si considerò estinta alla fine degli anni ottanta, quando molti dei boss furono uccisi o arrestati; fu quindi soppiantata dalla Nuova Famiglia, una confederazione di clan creata ad hoc da boss quali Michele Zaza, i fratelli Nuvoletta, Umberto Ammaturo, Antonio Bardellino, Pasquale Galasso, Carmine Alfieri, Luigi Giuliano e Nicola Nuzzo.

## Storia

### I primi anni
Il fondatore di questa organizzazione fu Raffaele Cutolo, originario di Ottaviano, un piccolo centro dell'area vesuviana della provincia di Napoli, il quale iniziò la sua carriera criminale nel 1963 con l'omicidio di Mario Viscito. Creò l'organizzazione durante la sua detenzione nel padiglione Milano del carcere di Poggioreale a Napoli all'inizio degli anni settanta, insieme con vari compagni di cella tra cui Raffaele Catapano, Pasquale D'Amico e Michele Iafulli.

### Il mito delle origini
Nel tentativo di rendere mitica la nascita della sua organizzazione, Cutolo si ispirò, inizialmente, ai rituali della Bella Società Riformata, l'organizzazione camorristica napoletana di XIX secolo, e della confraternita della garduna, associazione criminale spagnola del XVII secolo; alcuni storiografi invece ritengono che Cutolo si ispirò ai miti e ai rituali della 'Ndrangheta, alla quale si era affiliato tramite i Mammoliti e i De Stefano, dopo aver fatto uccidere in carcere il loro rivale Mico Tripodo.
Uno dei documenti audio ritrovati che testimoniano questi rituali e l'aspetto leggendario imposto da Cutolo è il cosiddetto "giuramento di Palillo", un giuramento cerimoniale di iniziazione registrato su audiocassetta sequestrato a Giuseppe Palillo, affiliato di Cutolo, al momento del suo arresto. La cassetta conteneva suoni e canzoni e un lungo monologo. La voce non fu riconoscibile in maniera chiara, essendo l'audio di pessima qualità, ma tutto lasciava pensare che fosse quella dello stesso Cutolo. La cerimonia veniva definita, nel gergo camorristico, "battesimo", "fidelizzazione" o "legalizzazione." L'apertura del monologo si soffermava sul valore dell'omertà: Omertà bella come m'insegnasti, pieno di rose e fiori mi copristi, a circolo formato mi portasti dove erano tre veri pugnalisti. La storia leggendaria, diffusa da Cutolo per rendere mitica la vera origine della Camorra e della sua personale rifondazione della stessa, racconta di alcuni cavalieri camorristi spagnoli che, dopo essere stati esiliati dalle loro terre, giunsero in Campania, in Calabria, in Sicilia e in Sardegna dove fondarono una "società divina e sacra".
Sempre secondo le leggende cutoliane, dopo una nuova dispersione, fu trovato l'accordo per la definitiva riconciliazione nelle stanze del castello di Ottaviano, luogo che per Cutolo aveva da sempre avuto un valore simbolico. Fino a quando sette cavalieri raccolsero il potere della società e lo consegnarono a Cutolo. Seguiva poi la descrizione della cerimonia con il taglio sul braccio e il patto di sangue per rendere effettiva la "fedelizzazione". Tra i passaggi più significativi del giuramento di Palillo, documento esemplare degli ideali di tutta la controcultura criminale cutoliana, che faceva leva sulla disoccupazione dilagante e sulle ingiustizie sociali, vi era il seguente, che suonava profetico e al tempo stesso cupo e minaccioso nei confronti degli stessi affiliati:
La formula d'apertura era: "Con parole d'omertà è formata società". Il giuramento finale era: "Giuriamo di dividere con lui gioie, dolori, sofferenze... però se sbaglia e risbaglia ed infamità porta è a carico suo ed a discarico di questa società e responsabilizziamo il suo compare di sangue". L'elenco di tutti i "fidelizzati" sarebbe poi stato conservato presso una delle stanze del castello di Ottaviano, nascosto in una nicchia nella parete e tenuto in cura da sua sorella, Rosetta Cutolo.

### La crescita della NCO
Servendosi dei ricavati delle tangenti imposte dai suoi fedelissimi fuori dal carcere, Cutolo riesce ad investire attentamente i guadagni all'interno dello stesso carcere di Poggioreale per aiutare le condizioni dei giovani detenuti, soprattutto quelli destinati a uscire presto. Tra le motivazioni addotte dal Cutolo per attrarre sempre più nuovi affiliati vi sono quelle legate a quelle che lui riteneva le ingerenze di Cosa Nostra negli affari criminali campani; solo con un'organizzazione forte ed unita Napoli e la Campania avrebbero potuto contrastare la forte avanzata dell'organizzazione siciliana, soprattutto nel campo del contrabbando e dello smistamento di stupefacenti. Oltre a tentare di costruire un'identità regionale su basi delinquenziali, Cutolo usa anche il suo ascendente per ricomporre liti e dispute all'interno del carcere. I risultati non si fanno attendere: la popolarità tra gli ex-detenuti è altissima i legami di gratitudine sono molto saldi e un mare di soldi comincia ad affluire nelle casse del Professore. Già nel 1980 la NCO poteva contare su circa 10 000 affiliati.
Le offerte in danaro sono però il primo passo per creare una falange di fedelissimi. Il passaggio da gruppo di affiliati legati da un patto di sangue a organizzazione affaristica ramificata come una holding e connessa con la politica e con gli ambienti finanziari, avvenne dopo il terremoto del novembre del 1980, quando le cellule cutoliane cominciarono ad infiltrarsi negli appalti per la ricostruzione o a richiedere tangenti ai grossi cantieri che nascevano come funghi a Napoli e provincia e in buona parte della Campania.
Nella relazione sulla camorra, presentata nel 1993 dalla Commissione Parlamentare Antimafia, la veloce diffusione della NCO da semplice banda carceraria ad holding mafiosa viene spiegata come segue:
Vive di estorsioni, realizzate anche attraverso la tecnica del porta a porta. Impone una tassa su ogni cassa di sigarette che sbarca. Vuole imporsi ai siciliani, che non si sottomettono. Impera con la violenza più spietata.»
(Commissione Parlamentare Antimafia, 1993, pp. 43-44)
Anche le alleanze con altre realtà delinquenziali extra-regionali diventano numerose: oltre che con la Sacra Corona Unita pugliese (da lui fu creato un ramo nel 1979 capeggiato dai fratelli Spedicato e Guerrieri che gli si ribellò successivamente per la sua indipendenza), Cutolo stringe i rapporti con la 'Ndrangheta, in particolare con le cosche Piromalli, De Stefano e Mammoliti. Con la sua breve latitanza tra il 1978 e il 1979, Cutolo stringe anche accordi con le bande lombarde di Renato Vallanzasca (detto "il bel Renè") e Francis Turatello e quelle pugliesi (Nuova Camorra Pugliese e Sacra Corona Unita) e la Banda della Magliana romana. Il collaboratore di giustizia Antonio Mancini (ex membro della Banda della Magliana) racconta:
(Interrogatorio di Antonio Mancini del 29 aprile 1994)

### Il contrasto con la Nuova Famiglia e la fine
Quando considera la sua organizzazione oramai matura, Cutolo decide di imporre una tassa persino sulle casse di sigarette a tutti gli altri clan camorristici di Napoli. Nel 1978 Michele Zaza (noto contrabbandiere napoletano legato con la mafia siciliana) e i suoi creano una banda denominata Onorata Fratellanza, ma Cutolo non se ne preoccupa e si infiltra in nuovi territori: quando tenta di prendere il controllo della zona del centro di Napoli (Forcella, Duchesca, Mercato, Via del Duomo) nelle mani dei potenti Giuliano, questi si alleano con i clan di San Giovanni a Teduccio e di Portici e con i boss Carmine Alfieri e Pasquale Galasso.
Alla fine del 1978 nasce la cosiddetta Nuova Famiglia, formatasi da una precedente alleanza denominata "Onorata Fratellanza", una confederazione di clan creata ad hoc per eliminare i cutoliani. Il conflitto che ne scaturì fu molto cruento, nel 1979 solo nel napoletano si registrano 71 omicidi; l'anno successivo sono 134 e salgono a 193 nel 1981, a 237 nel 1982, a 238 nel 1983, per scendere a 114 nel 1984. Anche la NF fece un uso propagandistico dell'affiliazione con relativo cerimoniale per attrarre sempre più giovani sbandati. Il giuramento ufficiale di affiliazione fu trovato nell'auto di Mario Fabbrocino e ricalcava in maniera spudorata quello della NCO, rifacendosi ai valori della fedeltà e dell'omertà.
Quando nella Nuova Famiglia subentrarono anche i Nuvoletta, gli Alfieri, i Galasso, i Misso della Sanità e soprattutto i Casalesi, la guerra si conclude con un indebolimento dei cutoliani e con un rafforzamento della presenza camorristica nel napoletano. Alla fine degli anni '80 una serie di blitz e una catena di omicidi (tra cui quello del figlio di Cutolo, Roberto, e quello del suo avvocato, Enrico Madonna), decretarono il tramonto dell'organizzazione. Dopo la fine della NCO, scoppiò una guerra all'interno della Nuova Famiglia, tra i Nuvoletta-Gionta contro i Bardellino-Alfieri.

## La struttura

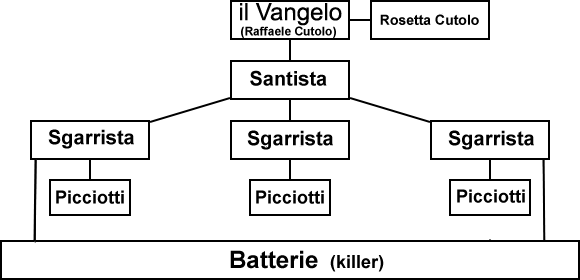
Struttura piramidale della nuova Camorra Organizzata.

Al vertice vi era Raffaele Cutolo, definito "il Vangelo", che faceva le veci del vecchio capintesta della Bella Società Riformata ma, a differenza di questi che veniva eletto nel corso di riunioni tenute da rappresentanti dei vari quartieri di Napoli, Cutolo è il capo indiscusso per volontà divina, da cui dipende la vita e la morte di tutti.
Al livello sottostante vi è la cassiera dell'organizzazione, la sorella Rosetta Cutolo. Seguono quindi i santisti, ossia i bracci destri di Cutolo, che cambiarono nel corso degli anni. Tra di essi vi furono Corrado Iacolare, Vincenzo Casillo, Raffaele Catapano,Pasquale Barra, Antonio Cuomo, Giuseppe Puca. Seguono quindi gli sgarristi, i capizona o referenti territoriali che si divisero Napoli e Salerno con le rispettive province. Gli affiliati vennero definiti semplicemente picciotti. Vi erano infine gruppi speciali di affiliati, definiti batterie, ossia la manovalanza di sicari pronti a uccidere chiunque al primo comando. Alla cerimonia di affiliazione dovevano partecipare cinque persone: il Vangelo, un affiliato favorevole e uno sfavorevole, il contabile e il maestro di giornata. Gli ultimi due avevano il compito di "registrare" la "fedelizzazione" in caso di esito positivo.
Per quanto riguarda i rapporti comunicativi con l'esterno, di fondamentale importanza dato che la maggior parte dei principali esponenti della NCO erano ergastolani, Cutolo sviluppò due strutture parallele, una all'interno del sistema penitenziario chiamata "cielo coperto", e l'altra al di fuori chiamata "cielo scoperto". Per mantenere la sua leadership, Cutolo necessitava di trasmettere i suoi ordini ai membri della NCO al di fuori del carcere in modo efficace e affidabile, assicurando al contempo che una parte dei profitti generati fosse consegnata all'interno del carcere in modo da poter espandere la sua campagna di reclutamento. Le particolari condizioni del carcere di Poggioreale, che includevano la sua posizione strategica nel centro di Napoli e il flusso continuo di persone come affiliati liberi sulla parola e parenti dei carcerati, consentirono a Cutolo di coordinare con successo le attività criminali dalla sua postazione centralizzata, da cui inviava direttive agli associati per le operazioni esterne. I parenti venivano utilizzati principalmente come corrieri di informazioni, ma, quando questi non erano disponibili, false parentele venivano certificate attraverso la collaborazione, più o meno forzata, degli impiegati nei comuni in cui gli affiliati erano residenti; ciò avvenne in particolare per il comune nativo di Cutolo, Ottaviano. Il Dipartimento di Giustizia scoprì nel 1983, che Cutolo era stato visitato quasi ogni giorno da luglio 1977 a dicembre 1978 da Giuseppe Puca che utilizzava un documento secondo cui risultava cugino di primo grado di Cutolo. Cutolo aveva anche ricevuto tre visite da un altro suo affiliato che risultò, nell'ordine, cognato, compare e infine cugino di primo grado; tutte relazioni parentali formalmente iscritte nel registro comunale.
Cutolo istituì anche il cosiddetto soccorso verde per aiutare la popolazione carceraria, fornendo loro abiti, avvocati, consulenza legale, soldi per sé stessi e per le loro famiglie, e anche regali come articoli di lusso. Fin dalla prima affiliazione, Cutolo aveva istituito un fondo di 500 000 lire per ogni affiliato. I soldi venivano versati ai carcerati, in tutta Italia, tramite il sottogruppo di Rosetta Cutolo, che disponeva di diversi corrieri ed era considerata la cassiera dell'organizzazione. Nel tentativo di controllare l'intera regione, Cutolo superò e andò oltre la struttura familistica tipica della camorra urbana. La NCO aveva una struttura aperta e poteva contare su circa 1 000 nuovi affiliati all'anno.
L'affiliazione era aperta a tutti, bastava solo giurare fedeltà a Raffaele Cutolo e giurare di contribuire alle attività criminali comuni. Tuttavia, non appena il business dell'organizzazione si ampliò a dismisura e c'era bisogno di più manodopera, il reclutamento divenne più aggressivo e, in seguito, anche coatto. In prigione, i carcerati venivano costretti a diventare membri della NCO. In caso contrario, potevano subire una punizione corporale o addirittura una vendetta trasversale. L'organizzazione era una sorta di federazione di diversi clan, ognuno con la sua area territoriale di riferimento, ma gerarchicamente ordinata e strettamente controllata da Raffaele Cutolo. Al di fuori del carcere, veniva indetta una riunione esecutiva, ogni quindici giorni, in cui Rosetta Cutolo, raccoglieva le informazioni da riferire poi al fratello nelle visite in carcere.

## I casi giudiziari

### Il maxiprocesso alla NCO e il "caso Tortora"

L'arresto del presentatore televisivo Enzo Tortora a Roma il 17 giugno 1983, nell'ambito del maxi-blitz contro la NCO

Oltre alla feroce guerra in corso, che già da sola riusciva a riempire quotidianamente le prime pagine dei giornali locali, si ricordano diversi casi di cronaca giudiziaria che tennero banco per tutti gli anni ottanta. Tra di essi vi fu il caso dei falsi pentiti, in primis Giovanni Pandico e Pasquale Barra detto "O' animale", una falange cutoliana di pluricondannanti che cercarono di sviare le indagini a carico della NCO con false dichiarazioni che coinvolsero anche personaggi del tutto estranei, come Enzo Tortora e Franco Califano: le rivelazioni dei numerosi pentiti della NCO consentirono il maxi-blitz del 17 giugno 1983 (definito dalla stampa "il venerdì nero della camorra") che prevede più di 856 mandati di cattura contro i cutoliani, eseguiti in tutta Italia; fra gli altri destinatari più o meno noti degli ordini di cattura, dal presidente dell'Avellino calcio Antonio Sibilia, ai terroristi di opposte fazioni Pierluigi Concutelli e Sante Notarnicola, dal bandito settentrionale Renato Vallanzasca a politici meridionali come Giuseppe D'Antuono e Salvatore La Marca, sino al cantante Franco Califano e al conduttore televisivo Enzo Tortora, tutti accusati di essere affiliati o fiancheggiatori della NCO di Cutolo. 337 degli 856 ordini di arresto colpirono soggetti già detenuti e l'operazione occupò in tutto circa 10 000 fra carabinieri e agenti di polizia, parte dei quali impiegati nell'occupazione pressoché militare del paese di Ottaviano, centro degli interessi di Cutolo; la stessa giovane moglie di Cutolo, Immacolata Jacone, sposata qualche settimana prima nel carcere dell'Asinara ove il boss era detenuto, sfuggì al blitz e rimase latitante.
Il Procuratore Capo di Napoli, Francesco Cedrangolo, insieme agli investigatori, comunicò che le indagini avevano richiesto la redazione di un rapporto di 3 800 pagine, che la stampa riferisce fu subito ribattezzato "la Treccani della camorra"; fiorirono immediatamente numerose indiscrezioni circa il contenuto delle rivelazioni del Barra e del Pandico, anche a proposito del caso del sequestro di Ciro Cirillo, e fu subito diffusa la notizia che il Barra aveva accusato Enzo Tortora di spacciare droga nel mondo dello spettacolo per conto di Cutolo. Cedrangolo, alla domanda diretta sulla certezza che Barra avesse detto la verità e che le sue accuse avessero tutte fondamento, rispose: «Non abbiamo l'abitudine di emettere ordini di cattura senza motivo» e «Tutte le affermazioni raccolte sono state sottoposte in questi mesi a controlli accurati».
Venne costruita in pochi mesi, all'interno del carcere di Poggioreale, un'aula-bunker per contenere le centinaia di imputati di quello che venne definito dalla stampa dell'epoca il "processo del secolo"; anche a causa del numero record di imputati (712 poi ridotti a 640), il maxiprocesso alla NCO venne smembrato in tre tronconi: il primo contava 252 imputati, il secondo 196 imputati e il terzo 191 imputati, che si svolsero quasi in parallelo.

Il collaboratore di giustizia Pasquale Barra, detto "O' animale", depone al maxiprocesso contro gli affiliati alla NCO

Il 4 febbraio 1985 si aprì il primo troncone del maxiprocesso alla NCO, che vedeva tra gli imputati più noti Enzo Tortora, Franco Califano, il bandito Renato Vallanzasca e i terroristi Pierluigi Concutelli e Sante Notarnicola, nonché i pentiti Pandico, Barra, Melluso e altri. Le accuse ascritte a tutti gli imputati includevano l'associazione a delinquere di stampo camorristico (art. 416-bis C.P.) e, per alcuni, traffico di stupefacenti.
Il 17 settembre 1985 il presidente Luigi Sansone lesse il dispositivo della sentenza che concludeva il primo troncone del maxiprocesso di primo grado: 137 condannati e un centinaio di assolti, 45 con formula piena e 55 per insufficienza di prove; pene detentive per un totale 756 anni, due mesi e dieci giorni di carcere, distribuiti tra 137 condannati: una delle pene più pesanti fu quella inflitta a Enzo Tortora, condannato a 10 anni di carcere e 50 milioni di lire di multa, mentre il cantante Franco Califano venne condannato a 4 anni e mezzo e 10 milioni di multa per spaccio di droga ma assolto dall'accusa di associazione camorristica.
Il secondo grado del primo troncone si concluse il 15 settembre 1986: i giudici d'appello ribaltarono la sentenza di primo grado, assolvendo con formula piena Tortora e Califano insieme ad altri 89 imputati perché le dichiarazioni dei pentiti non furono ritenute attendibili e le accuse non sorrette da accertamenti e riscontri. La sentenza d'appello sarà confermata dalla Cassazione l'anno successivo.

### Il "caso Cirillo"
Altri casi ancora oggi oscuri fecero parlare di Cutolo e della sua organizzazione. Uno di essi è legato al presunto coinvolgimento dei servizi segreti nella liberazione dell'assessore Ciro Cirillo, sequestrato dalle Brigate Rosse nel 1981 e poi liberato grazie all'intermediazione di Cutolo. Nel carcere di Ascoli Piceno, dov'era detenuto, Cutolo incontrò politici della DC (Giuliano Granata, Flaminio Piccoli, Antonio Gava, Francesco Patriarca e Vincenzo Scotti) e agenti segreti (Giuseppe Santovito, Adalberto Titta e Francesco Pazienza) per trattare la liberazione di Cirillo, che avvenne il 24 luglio 1981. La notizia della "trattativa" venne fuori il 16 marzo 1982 quando su L'Unità apparve un articolo di Marina Maresca basato su un documento falso del Ministero dell'Interno che rivelava la vicenda.

### L'omicidio di Vincenzo Casillo e il "caso Calvi"
Un altro caso oscuro legato alle vicende alla NCO è quello dell'autobomba scoppiata nel 1983 a Roma che provocò la morte di Vincenzo Casillo, braccio destro di Cutolo, di cui si disse, a più riprese, che fosse legato a frange deviate dei servizi segreti del Sisde, cosa che Cutolo ribadì più volte nel corso dei numerosi processi a suo carico affermando che il Casillo fosse addirittura in possesso di un tesserino.
Un'altra circostanza ribadita da Cutolo nei processi è la presenza di Casillo a Londra nei giorni in cui venne trovato il cadavere impiccato del banchiere Roberto Calvi, affiliato alla loggia massonica P2 e implicato nel crack del Banco Ambrosiano. Cutolo inoltre sostenne che Casillo gli chiese di dare protezione a Calvi mentre si trovava in carcere a Lodi perché gli altri detenuti lo maltrattavano (infatti il banchiere era stato arrestato il 21 maggio 1981 per reati finanziari).
Secondo le indagini del giudice istruttore Carlo Alemi sul caso Cirillo, Casillo fece stampare ad Acerra volantini poi distribuiti a Milano a favore della scarcerazione di Calvi perché il banchiere aveva contribuito a pagare parte del riscatto necessario alla liberazione dell'assessore Ciro Cirillo. Il 2 febbraio 1984 la donna di Casillo, Giovanna Matarazzo verrà ritrovata in un blocco di cemento, uccisa probabilmente a causa delle sue dichiarazioni al giudice Alemi rispetto al collegamento tra la morte di Casillo e l'omicidio di Roberto Calvi. Anche un ex membro della Banda della Magliana, Claudio Sicilia, dichiarerà ai magistrati di aver saputo che Casillo era l'assassino di Calvi ma verrà ucciso a sua volta il 18 novembre 1991. La circostanza verrà ribadita dai collaboratori di giustizia Pasquale Galasso e Carmine Alfieri, un tempo capi indiscussi della cosiddetta Nuova Famiglia e responsabili reo-confessi dell'omicidio di Casillo, i quali racconteranno di aver corrotto un uomo di punta della NCO, tale Giuseppe Cillari, che divenne il loro infiltrato all'interno dell'organizzazione rivale, la cui missione primaria consisteva nel consegnargli la testa di Casillo, cosa che effettivamente riuscì a fare; Cillari confiderà in seguito a Galasso che Enzo Casillo era stato l'esecutore materiale dell'omicidio di Roberto Calvi, su commissione della mafia e attraverso il clan Nuvoletta, con cui lo stesso Casillo stava tessendo una nuova alleanza, tradendo la NCO.

## Le attività
Tra le varie fonti di guadagno per l'organizzazione cutoliana si distinguono:
- gioco d'azzardo
- lottonero
- totonero
- traffico internazionale di droga
- contrabbando di armi
- contrabbando di sigarette
- rapine
- estorsioni
- truffe sui fondi Cee
- rifornimenti di biglietti ai bagarini
- furto e ricettazione
- usura
- sfruttamento della prostituzione

## Esponenti
- Raffaele Cutolo (Ottaviano, 10 dicembre 1941 - Parma, 17 febbraio 2021), detto il Vangelo.
- Rosetta Cutolo (Ottaviano, 1º gennaio 1937 - Ottaviano, 14 ottobre 2023), cassiera dell'organizzazione.

### Santisti
- Alfonso Rosanova (Sant'Antonio Abate, 1928 - Salerno, 19 aprile 1982), cassiere di Cutolo, intrattenne rapporti con vari politici di Sant'Antonio Abate e della zona di Castellammare di Stabia e, in seguito, con politici di levatura nazionale (come Francesco Patriarca, Antonio Gava, Raffaele Russo).
- Antonino Cuomo (... - 20 gennaio 1980), figlioccio di Raffaele Cutolo e capozona di Castellammare di Stabia.
- Corrado Iacolare (1941 - 30 luglio 2015)
- Davide Sorrentino (Acerra, 1961 - 31 maggio 1991)
- Francesco Paccone
- Giuseppe Puca (Sant'Antimo, 1º giugno 1955 – Sant'Antimo, 7 febbraio 1989), capozona di Sant'Antimo, suo paese natale, e sarà conosciuto negli ambienti criminali con il nome di O'Giappone (per via dei suoi tratti orientali). Dopo la morte di Vincenzo Casillo, avvenuta nel 1983, divenne il numero 2 dell'organizzazione.
- Pasquale Raffaele Graziano (Quindici, 1939 - Palma Campania, 16 ottobre 1990), ex sindaco di Quindici, primo sindaco in Italia a essere destituito - a destituirlo fu, per gravi motivi di ordine pubblico, il Presidente della Repubblica Sandro Pertini - per rapporti con la camorra (1983).
- Pasquale Barra (Ottaviano, 18 gennaio 1942 – Ferrara, 27 febbraio 2015), affiliatosi prima come capozona di Ottaviano e poi come santista.
- Pasquale D'Amico (1947), detto 'o Cartunaro, capozona di Secondigliano.
- Raffaele Catapano (Boscoreale, 30 aprile 1947 - dicembre 2014)
- Sabato Saviano (... - 17 luglio 1988), postino della NCO.
- Vincenzo Casillo (San Giuseppe Vesuviano, 8 luglio 1942 – Roma, 29 gennaio 1983), braccio destro di Cutolo.

### Capizona
- Aldo Vuto, boss tarantino, cofondatore, con Antonio Modeo, della Nuova Camorra Pugliese.
- Alfredo Galli, capozona a Secondigliano
- 1982) capozona di Castellammare di Stabia.
- Antonio Modeo (Monteiasi, 6 aprile 1948 - Bisceglie, 16 agosto 1990), boss del difficile quartiere Tamburi di Taranto, è stato cofondatore, congiuntamente ad Aldo Vuto, della Nuova Camorra Pugliese. Fu tra i protagonisti, negli anni Ottanta, di una guerra di mafia fratricida che insanguinò la città di Taranto, causando anche vittime innocenti.
- Antonio Pignataro (Nocera Inferiore, 1959), condannato alla pena di 30 anni di reclusione, in qualità di mandante dell'agguato che avrebbe dovuto portare alla morte del giudice Alfonso Lamberti (che rimase solo ferito), ma che causò, invece, la morte della figlia di quest'ultimo, Simonetta.
- Carlo Umberto Cirillo (... - 11 settembre 1981), capozona di Torre Annunziata assieme a Salvatore Montella (... - 11 settembre 1981), posto che fu preso da Luigi Tessitore.
- Ciro Russo, boss detto «Pummaro’», assieme a Luigi Buono, aveva impiantato su un'«intuizione» che negli anni '70 fu di Raffaele Cutolo una vera e propria «costola» della camorra.
- Domenico Iodice
- Domenico Radunanza, capozona a San Giuseppe Vesuviano.
- Francesco Leonardo, oggi pentito, era il capozona ai Quartieri Spagnoli.
- Giuseppe Cuomo, fratello di Antonino (... - 20 gennaio 1980)
- Giuseppe Pedana (1918 - 1979), detto ‘Peppe Braciola, è stato un boss della famigerata zona dei Mazzoni.
- Giuseppe Ricciardi, capozona di Castellammare di Stabia.
- Giuseppe Serra (Torre del Greco, 20 settembre 1954 - Torre del Greco, 6 giugno 2007)
- Luigi Buono, capozona di Cutolo a Brescia.
- Luigi Riccio (1957), capozona a Ponticelli.
- Mario Cuomo (Napoli, 6 settembre 1960 – Napoli, 11 ottobre 1990), capozona ad Avellino.
- Mario Incarnato (Napoli, 8 marzo 1953), successore di Luigi Riccio a Ponticelli.
- Mario Savio, detto Marittiello 'o Bellillo, capozona ai Quartieri Spagnoli.
- Nicola Nuzzo, capozona di Acerra.
- Nicolino Selis (Nuoro, 6 giugno 1952 – Roma, 3 febbraio 1981), referente di Cutolo nella Banda della Magliana a Roma.
- Pasquale De Feo (Pontecagnano Faiano, 27 gennaio 1961), capozona a Bellizzi.
- Pasquale Scotti (Casoria, 8 settembre 1958), capozona sui territori di Casoria, Caivano e Afragola.
- Salvatore Di Maio (Nocera Inferiore, 22 giugno 1958), boss, ex uomo di Serra e capo indiscusso della camorra nell'Agro nocerino-sarnese, oltre che capozona di Nocera Inferiore.
- Salvatore Imperatrice (... - 11 marzo 1985)
- Salvatore Montella (... - 11 settembre 1981), capozona a Torre Annunziata assieme a Carlo Umberto Cirillo (... - 11 settembre 1981).
- Sergio Bianchi (1953 - 23 maggio 1983), boss di Arzano. Sergio Bianchi, noto come "’O Pazzo", è stato tra i boss più temuti e potenti della Nuova Camorra Organizzata (NCO) di Raffaele Cutolo negli anni '70 e '80. Considerato tra i killer più spietati e pericolosi dell'organizzazione, Bianchi era noto per la sua estrema violenza e per l'uso frequente di cocaina. La sua reputazione era quella di un killer spietato, con una rapidità nell'uso delle armi che lo rendeva particolarmente temuto. Secondo alcune testimonianze, avrebbe partecipato a numerosi omicidi, con stime che arrivano a centinaia di vittime. Durante la sua latitanza, Bianchi trovò rifugio in Calabria, dove collaborò con clan locali, in particolare nella zona tirrenica cosentina. Qui, insieme ad altri affiliati della NCO, partecipò a diverse azioni criminali, rafforzando i legami tra la camorra e la 'ndrangheta. Secondo le dichiarazioni del pentito Francesco Neri, Bianchi era considerato "una persona pericolosa al 100 per cento", accusato di aver ucciso centinaia di persone. Neri affermò che Bianchi "usciva la mattina e si prendeva la taglia su ogni persona della Nuova Famiglia", guadagnando tre milioni per ogni omicidio e compiendo fino a due o tre omicidi al giorno. La sua attività criminale era così intensa da coinvolgere numerosi conflitti a fuoco. La sua carriera criminale terminò il 23 maggio 1983, quando fu ucciso in uno scontro a fuoco con la polizia ad Arzano.
- Vittorio Simeone (1930 - 17 febbraio 1982), boss che controllava il territorio casertano.

### Affiliati
- Agrippino Turizia
- Alfonso Catapano (1952 - Nola, 6 gennaio 1982), fratello del più noto Raffaele.
- Amedeo Mazzara
- Andrea Autiero
- Antonino Di Matteo (... - 18 aprile 1982)
- Antonio Benigno
- Antonio Cutolo, solo omonimo di Raffaele.
- Antonio Nastro
- Antonio Schirato
- Armando Visone (... - 12 maggio 1982)
- Assunta Setaro (Napoli, 1º dicembre 1962)
- Bernardo Formicola
- Carlo Biino (1948 - 10 gennaio 1991)
- Carmine Argentato
- Carmine Carnevale (... - 1983)
- Carmine Sangermano, originario di Nola, dopo essere divenuto collaboratore di giustizia si impiccò in cella.
- Ciro Aprea
- Ciro Galli (... - 7 settembre 1981)
- Ciro Gentile Di Leva
- Ciro Ilardi
- Ciro Nocerino
- Ciro Sarno (Napoli, 25 marzo 1958), unitosi, dopo il declino della NCO, ai clan della Nuova Famiglia, diede vita, con i fratelli, al clan Sarno, potente organizzazione criminale egemone a Ponticelli dagli anni '80 agli anni 2000.
- Ciro Starace
- Clemente Perna
- Costantino Iacomino
- Delfino Del Prete (... - 9 novembre 1990)
- Domenico Belforte
- Ernesto D'Alessandro
- Francesco Apicella (Tramonti), deceduto, considerato uno dei mandanti del fallito agguato ai danni del giudice Alfonso Lamberti, in cui, però, rimase uccisa la figlia del giudice, Simonetta Lamberti.
- Francesco Di Matteo (... - 11 maggio 1982)
- Francesco Sorrentino (Sant'Egidio del Monte Albino, 8 gennaio 1949)
- Giacomo Frattini (1960 - 21 gennaio 1982)
- Giovanni Bifulco (... - 30 dicembre 1983)
- Giovanni Iacone
- Giovanni Marandino, originario di Battipaglia, referente di Cutolo nella zona di Capaccio Paestum.
- Giovanni Melluso (Sciacca, 10 aprile 1956)
- Giovanni Pandico (Liveri, 24 giugno 1944)
- Giuseppe Cascone (... - 24 agosto 1984)
- Giuseppe Palillo
- Giuseppe Sarno (Napoli, 27 giugno 1955)
- Giuseppe Varone (... - 1983)
- Gorizio Turco (... - 1983)
- Luigi Iacone (.. - 1º settembre 1992), fratello della moglie di Raffaele Cutolo.
- Macario Mariniello (Nocera Inferiore, 24 dicembre 1958)
- Marco Medda (... - 8 giugno 2008)
- Mario De Sena
- Mario Iafulli (1954 - 21 marzo 1987), fratello di Michele.
- Mario Strazzeri, pentito.
- Mattia Di Matteo (... - 15 aprile 1982)
- Mauro Marra (Afragola, 16 luglio 1961)
- Michelangelo D'Agostino (Cesa, 2 febbraio 1955)
- Michele Auriemma (1962)
- Michele Iafulli, fratello di Mario.
- Michele Mangiapia
- Michele Montagna
- Paolo Di Grazia
- Paolo Dongo
- Pasquale Cutolo (1935)
- Pasquale Perna (... - 2 novembre 1981)
- Pasquale Ruggiero (Napoli, 13 settembre 1963)
- Pietro Di Dato
- Raffaele Adorasi, detto 'o Nonno.
- Luigi Tessitore, detto ‘Luigi Viola, prese il posto di Cirillo e Montella a Torre Annunziata.
- Raffaele Ascione (1954 - 14 giugno 2004)
- Raffaele Velotto
- Roberto Cutolo (Napoli, 25 gennaio 1962 - Abbiate Guazzone o Tradate, 19 dicembre 1990), figlio di Raffaele Cutolo.
- Salvatore Belforte
- Salvatore Esposito, killer di fiducia di Cutolo.
- Salvatore Iacone (Ottaviano... - 4 ottobre 1988), suocero di Raffaele Cutolo.
- Salvatore Nolano
- Saverio Ianniello (... - 17 aprile 1983)
- Sergio Marinelli (Mercogliano, 10 luglio 1947)
- Stefano Ranucci
- Umberto De Luca Bossa
- Umberto Rossi (1947)
- Vincenzo Duraccio
- Vincenzo Palumbo (... - 14 maggio 1984)
- Vincenzo Romano
- Vito Pesce

## La "Nuova Camorra Speciale"
Nel 1985 nei documenti relativi al primo processo presso il tribunale di Santa Maria Capua Vetere denominato "Sabato Saviano + 156" si fa menzione della Nuova Camorra Speciale, alla quale aderì anche il clan Belforte, che impose tangenti su hotel, immobiliari e cantieri. Francesco Paccone, con le sue testimonianze ne rivelò i gruppi operanti: a Gricignano, Paolo Di Grazia, a Carinaro, Andrea Autiero, a Cesa, Amedeo Mazzara insieme con sua moglie, che aveva contatti con altri capi, a Marcianise, Domenico e Salvatore Belforte, ad Acerra, Salvatore Nolano e Mario De Sena, il capo detenuto, a Sant'Antimo, Stefano Ranucci, infine a Ponticelli Ciro e Giuseppe Sarno.
Un tandem che guida 50 affiliati almeno, ma che dialoga anche con l'altra sponda, quella dei Mazzarella e insidia la camorra vesuviana di Fabbrocino e Orefice. Antonio Cutolo, solo omonimo di Raffaele, con Mario De Sena e Salvatore Nolano di Acerra rilanciano un progetto: la Nuova Camorra Speciale. Si rafforzò negli anni '90, ma la maggior parte di tali gruppi finì col gravitare attorno al clan dei Casalesi.

## Collaboratori di giustizia o dissociati
Di seguito alcuni dei numerosi boss della NCO che hanno scelto di collaborare con la giustizia o di dissociarsi.
- Pasquale Barra, detto "’o Animale".[31]
- Mauro Marra (del gruppo di Pasquale Scotti)[32]
- Giovanni Pandico, coinvolto nelle false accuse ad Enzo Tortora.[33]
- Salvatore Imperatrice, poi impiccatosi in carcere.[34]
- Luigi Riccio, capozona a Ponticelli.[35]
- Mario Incarnato, successore di Riccio a Ponticelli[35], condannato per l'omicidio del vice direttore del carcere di Poggioreale Giuseppe Salvia[36]. La NCO gli uccise il fratello.[37]
- Pasquale D'Amico "’o Cartunaro"[38][39], secondo Cutolo una pedina importante nella trattativa tra camorra e BR nel caso della liberazione di Ciro Cirillo.[40]
- Giovanni Melluso, detto "Gianni il Bello" o "Cha-cha-cha", milanese, ma originario di Sciacca (AG), fu coinvolto nel caso Tortora.[41]
- Michelangelo D'Agostino, coinvolto nel caso Tortora, ritirò le sue accuse.[42]
- Roberto Sganzerla, ex-affiliato milanese della banda Vallanzasca.

## Omicidi
Alcuni dei personaggi affiliati al clan o presi di mira per vendetta uccisi nel corso della faida:
- Vincenzo Casillo, "'’o Nirone", ucciso il 29 gennaio 1983, luogotenente di Cutolo, saltò in aria a Roma per un'autobomba organizzata dal Clan Galasso come vendetta per l’omicidio commesso in precedenza da parte di Vincenzo Casillo nei confronti di Nino Galasso fratello di Pasquale Galasso gli esecutori materiali furono Ettore Miranda e Pasquale Galasso.
- Alfonso Rosanova, ucciso nel 1982, per ordine di Carmine Alfieri, mentre era ricoverato in ospedale.[43][44]
- Luigi Tessitore, assassinato nell'agosto 2005, affiliato alla NCO. Muore dopo tanti anni passati in carcere.
- Davide Sorrentino, ucciso il 31 maggio 1991, gli ammazzarono il fratello nel 1989.[45]
- Antonino Cuomo, ucciso il 31 gennaio 1980 per ordine di Cutolo.[46]
- Albert Bergamelli, ucciso nel 1982, marsigliese, cassiere di Cutolo, fu ammazzato in carcere da Paolo Dongo.[47]
- Giacomo Frattini, ucciso nel 1982.[48]
- Francis Turatello, noto boss della malavita milanese.[49]
- Giuseppe Puca, assassinato a Sant'Antimo il 7 febbraio 1989[50], ex luogotenente di Cutolo.[51]
- Mario Cuomo, ucciso l'11 ottobre 1990, luogotenente di Casillo.[52]
- Simmaco Zarrillo, ucciso il 20 maggio 1992 dalla Polizia in uno scontro a fuoco.[53]
- Don Giuseppe Romano, "sacerdote di fiducia" della famiglia Cutolo, gravemente ferito a colpi di pistola nel gennaio del 1986. Ripresosi dopo 4 giorni in rianimazione, morì inspiegabilmente all'ospedale Cardarelli e si sospettò un avvelenamento.[54]
- Enrico Madonna, ucciso a Cervinara (AV) il 7 ottobre 1993, avvocato di Cutolo.[12]
- Salvatore Iacone, ucciso il 4 ottobre 1988 a 54 anni, suocero di Raffaele Cutolo.[55]
- Roberto Cutolo, ucciso nel dicembre del 1990, figlio di Raffaele Cutolo.[11]
- Aldo Semerari ucciso il 1º aprile 1982, di professione psicologo, si occupava delle perizie in sede processuale.[56][57][58]